# Joseph Oliver Bowers

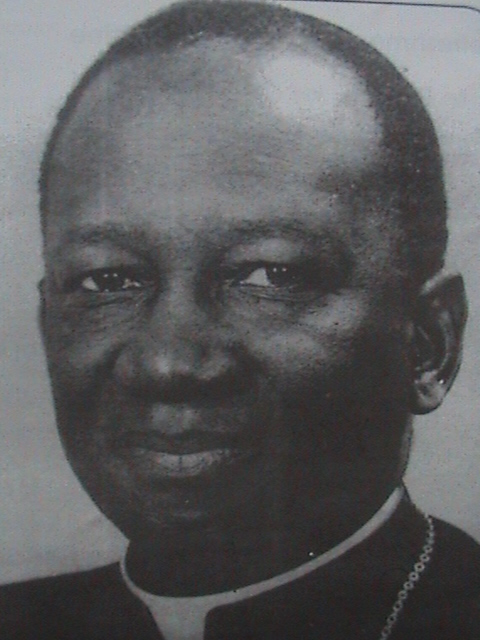
Joseph Oliver Bowers

Joseph Oliver Bowers SVD (* 28. März 1910 in Mahaut, Dominica, Kleine Antillen; † 5. November 2012 in Agomanya, Ghana) war römisch-katholischer Bischof von Accra in Ghana und von Saint John’s-Basseterre in der Karibik.

## Leben
Joseph Bowers war der Sohn des örtlichen Sheriffs, Montague Bowers, der auch Schulleiter und Organist war, und seiner Frau Mary. Er besuchte die Dominica Grammar School in Roseau, an der er die A-levels bestand. Danach ging zum Priesteramtsstudium in die USA. Er trat in die Ordensgemeinschaft der Steyler Missionare in Bay St. Louis in Mississippi ein. 1933 legte er seine ersten Gelübde ab. Nach seinem Studium empfing er am 22. Januar 1939 in Rom die Priesterweihe. Als junger Priester arbeitete er zunächst in der Seelsorge im Mississippigebiet. 1940 gehörte er der ersten Gruppe von Steyler Patres an, die als Missionare nach Ghana entsandt wurden. Er war stellvertretender Regionaloberer. Von 1950 bis 1952 studierte er Kirchenrecht an der Gregoriana in Rom.
Am 27. November 1952 wurde er von Papst Pius XII. zum Weihbischof in Accra und zum Titularbischof von Cyparissia ernannt. Sechs Wochen später wurde er zum Bischof von Accra ernannt. Die Bischofsweihe spendete ihm Francis Kardinal Spellman am 22. April 1953 in Bay St. Louis, Mississippi. Mitkonsekratoren waren Richard Oliver Gerow, Bischof von Natchez, und Adolph Alexander Noser, Apostolischer Vikar von Accra. Er war der erste in den USA geweihte Bischof schwarzer Hautfarbe. 1957 gründete er zusammen mit der Steyler Missionsschwester Providentia Hein in Accra die Ordensgemeinschaft der Handmaids of the Divine Redeemer (HDR), die sich vor allem für die Armen im Bildungs- und Gesundheitswesen einsetzt, sowie eine nach ihm benannte Schule. Er ist zudem Gründer des St. John College and Seminary in Koforidua, das mittlerweile in Papst Johannes Senior High School und Minor Seminary umbenannt wurde, einer der besten Schulen in Ghana.
Bischof Bowers war Konzilsvater des Zweiten Vatikanischen Konzils und nahm an den ersten drei Sitzungsperioden teil.
1971 wurde Bowers von Papst Paul VI. zum ersten Bischof von Saint John’s auf Antigua und Barbuda ernannt. Seit 1981 trägt das Bistum den Namen Saint John’s-Basseterre.
Seinem Rücktrittsgesuch wurde 1981 durch Johannes Paul II. stattgegeben. Er lebte bis 1990 in Charlestown auf Nevis, danach auf seiner Heimatinsel Dominica. Auf Bitten der Schwestern der von ihm gegründeten Kongregation kehrte Bowers Ende der 1990er Jahre nach Ghana zurück und lebte in Agomanya im östlichen Ghana.

## Ehrungen
- Ehrung der Dominica Academy of Arts and Sciences (DAAS) für seine Führung und sein Vermächtnis, seine Selbstlosigkeit und seine Frömmigkeit (2007)[5]
- Ghana National Award, Januar 2012